# イオンポンプ
イオンポンプ (ion pump) は、チタンのゲッター作用により排気する真空ポンプである。スパッタイオンポンプ (sputter ion pump) とも。

## 概要
構造は、ハニカム状のアノード（陽極）アレイと、アノードを挟むように配置されたチタン製のカソード（陰極）からなる。アノード-カソード間に電圧をかけると、両極間に放電が発生する。この時、走行中の電子は磁場の作用によってらせん状の運動をしながら対向する陰極間を往復運動する。この過程で、電子の一部は気体分子と衝突してイオンを生ずる。発生したイオンはチタン製の陰極に衝突し、表面からチタン原子を叩き出す（スパッタ作用）。叩き出されたチタンは陽極や陰極、またはその他のポンプの内壁に清浄なチタンの膜を作る。チタンは化学的に活性な為、水素・酸素・窒素・一酸化炭素もしくはその他の活性ガスを化学的に吸着してしまい、その結果容器内の真空度がよくなる。また、ヘリウム等の不活性気体も、電子との衝突でイオン化して陰極面に捕らえられ、その上にスパッタされたチタン原子が析出するため、陰極の内部に閉じこめられてしまう。

## 到達真空度
到達真空度は 10−8 Pa (10−11 Torr) 程度である。気体が無くなってくるとアノード-カソード間の電気抵抗が上昇するため、真空度の向上を確認できる。

## 用途
イオンポンプは気体の種類を選ばずに排気でき、また、構造上機械的可動部分が無いことから、MBE、電子顕微鏡、電子線描画装置などの超高真空装置によく用いられている。

## 使用方法
陰極をスパッタするという動作原理のため、当然ながらイオンポンプには寿命が存在する。また、作動圧力環境に制限があるため、通常は粗引き用のポンプを併用する。代表的な装置では、超高真空チャンバーにイオンポンプを設置し、試料交換室にターボ分子ポンプとロータリーポンプを設置している。